# Hubert S. Ellis
Hubert Summers Ellis, född 6 juli 1887 i Hurricane i West Virginia, död 3 december 1959 i Huntington i West Virginia, var en amerikansk politiker (republikan). Han var ledamot av USA:s representanthus 1943–1949.
Ellis efterträdde 1943 George William Johnson som kongressledamot och efterträddes 1949 av Maurice G. Burnside.
Ellis avled 1959 och gravsattes på Woodmere Memorial Park i Huntington i West Virginia.